# Hans-Joachim Reske

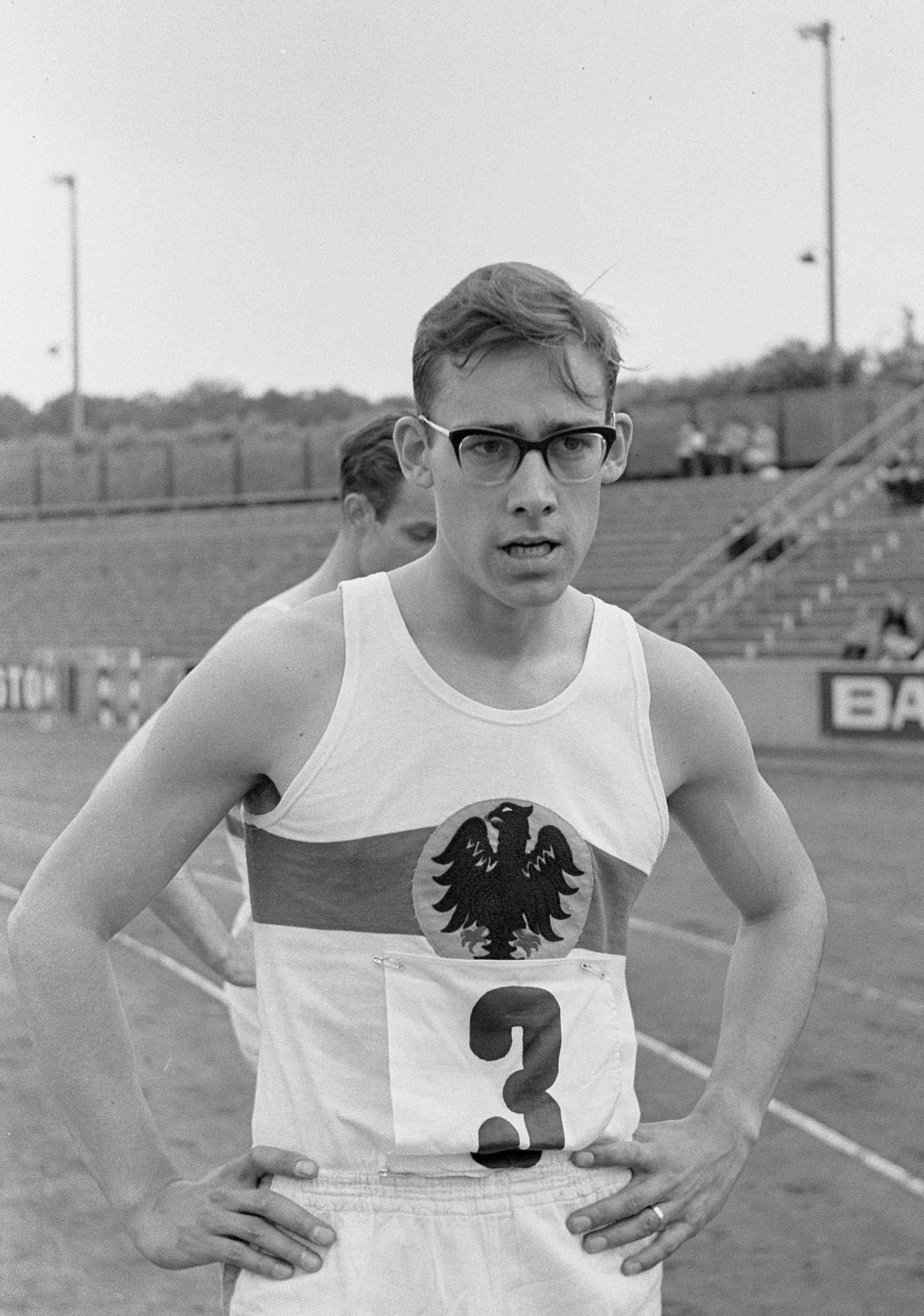
Hans-Joachim Reske, 1963

Hans-Joachim Reske (* 9. April 1940 in Bartenstein) ist ein ehemaliger deutscher Leichtathlet und Olympiamedaillengewinner, der – für die Bundesrepublik startend – Anfang der 1960er Jahre zu den weltbesten 400-Meter-Läufern gehörte.

## Leben
Sein größter Erfolg ist die Silbermedaille bei den Olympischen Spielen 1960 in Rom mit der 4-mal-400-Meter-Staffel der Bundesrepublik (3:02,7 min, Europarekord, zusammen mit Manfred Kinder, Johannes Kaiser und Carl Kaufmann), für den er am 9. Dezember 1960 mit dem Silbernen Lorbeerblatt ausgezeichnet wurde. Bei diesen Spielen trat er auch im 400-Meter-Einzelrennen an, schied aber im Zwischenlauf aus.
Weitere Erfolge feierte er bei den Europameisterschaften 1962:
- 400-Meter-Lauf: Platz 3 (46,4 s)
- 4-mal-400-Meter-Staffel: Platz 1 (3:05,8 min, zusammen mit Johannes Schmitt, Wilfried Kindermann und Manfred Kinder)

Reske startete für den SV Saar 05 Saarbrücken, ab 1962 für den SV Bayer 04 Leverkusen. 1962 gewann er den Deutschen Meistertitel im 400-Meter-Lauf. In seiner aktiven Zeit war er 1,84 m groß und wog 73 kg.